# Kościół Zwiastowania w Victorii (Malta)
Kościół Zwiastowania (malt. Il-knisja tal-Lunzjata, ang. Annunciation Church) – mały rzymskokatolicki kościół zbudowany w grocie znajdującej się w dolinie znanej jako Lunzjata Valley w Victorii na wyspie Gozo, na Malcie.

## Historia
Jeden z najstarszych i najbardziej malowniczych kościołów na Gozo znajduje się w dolinie łączącej Victorię z Kerċem – Wied il-Lunzjata, znanej dawniej pod nazwą is-Saqqajja.
Kościółek, którego początki sięgają co najmniej roku 1347, zbudowany został w jednej z grot, znajdujących się w dolinie. Dokumenty z tego roku podają, że świątynia ufundowana została przez Sibillę d'Aragon jako jus patronatus. Nie znamy dokładnej daty, lecz na pewno było to w pierwszych dekadach XIV wieku. Później, około 1370, po bezpotomnej śmierci Sibilli, przeszła jako beneficjum w ręce króla Sycylii, który w tym czasie rządził Maltą.

12 listopada 1372, po śmierci Pietro Barby, rektora kościoła, został on przekazany maltańskiemu kanonikowi Bartolommeo Asciachowi, zaś 15 października 1398 został beneficjum ks. Rogera Sagony. 10 grudnia 1472 wicekról Sycylii dał kościół ks. Girolamo Farahone (lub Tabone).

Jego dwaj kolejni rektorzy mieli mniej szczęścia, gdyż obu uprowadzili piraci berberyjscy. W 1501 kościół przekazany został ks. Alvarowi de Castella, gdyż jego poprzednik, ks. Pietro de Benjamin, również popadł w niewolę. Lecz fatum spadło również i na niego – 2 września 1507 ks. de Castella został porwany. Powrócił z niewoli w 1511 i objął swoje poprzednie stanowisko.
W 1530 rycerze św. Jana objęli wyspę w posiadanie. Wielki mistrz Juan de Homedes darował to beneficjum ks. Pietrowi Burlò. W każdą niedzielę odprawiana była tam msza św., w święto patronalne 25 marca śpiewane były nieszpory, odprawiano uroczystą mszę św. oraz urządzano fiestę. Około 1600 kościół został przebudowany przez jego rektora ks. Paola Tabone. W 1663 wizytował świątynię biskup Balaguer, zaś w 1678 biskup de Molina. Na początku XVIII wieku kościół przeszedł kolejną przebudowę, dobudowana została zakrystia, gdzie ówczesny rektor ks. Ercole Martino Testaferrata, umieścił herb swojej rodziny. 20 lipca 1889 ziemia, na której stoi kościół, oraz wszelkie benefity przeszły na 99 lat na niejakiego Savatore Antonio Grecha, co potwierdza tablica znajdująca się po prawej stronie fasady budynku.     
Po II wojnie światowej budynek przeszedł gruntowną renowację, 18 października 1959 kościół został powtórnie konsekrowany przez biskupa Gozo Giuseppe Pace.

## Architektura

### Wygląd zewnętrzny
Kościół Zwiastowania zbudowany został na skale w grocie u wejścia do doliny. Jego styl jest typowy dla średniowiecznych budynków sakralnych z XIV/XV wieku. Jego fasada jest prosta, i jedyną dekoracją są łukowato zwieńczone drzwi oraz, umieszczony wysoko pod szczytem, oculus. Do tylnej ściany oryginalnego kościoła przystawiona jest dobudówka z 1700, mieszcząca zakrystię oraz pomieszczenie ponad nią, a także górująca ponad całością niewielka dzwonnica. Na fasadzie koło drzwi umieszczona jest marmurowa tablica z napisem Non gode immunita ecclesiastica, a także wspomniana wcześniej tablica z 1889.
Przed kościółkiem niewielki placyk ogrodzony niskim murkiem.

### Wnętrze
Wnętrze budynku jest prostokątne, płyty sklepienia wspierają się na sześciu łukach. Podłoga jest wyłożona płytkami. Wewnątrz znajduje się jeden marmurowy ołtarz, przeniesiony w XVII wieku z kościoła Ta' Savina w Victorii. Zastąpił on oryginalny, kamienny. Przed nim, frontem do wiernych, drewniany ołtarz posoborowy. Nad drzwiami wejściowymi drewniana galeria organowa.
Obraz tytularny, umieszczony nad ołtarzem, jest wspaniałym dziełem br. Luki Garniera z 1644. Obraz ten zamówił ówczesny rektor ks. Nicola Mangion, którego herb jest wciąż widoczny na fasadzie ołtarza. Zastąpił oryginalne malowidło z 1629, pędzla maltańskiego artysty Bartolomeo Garagony. Przedstawia on archanioła Gabriela zwiastującemu Maryi, że zostanie matką Zbawiciela. Ponad nimi widoczna gołębica, symbol Ducha Świętego, oraz putti.

W połowie XVIII wieku wizerunek Maryi został ukoronowany srebrną koroną i diademem z dwunastu gwiazd.

Obraz otoczony jest wspaniałą ramą, z dwoma pilastrami po bokach, podpierającymi złamany fronton z obrazem Boga Ojca, namalowanym przez br. Roberto Gauchiego.
Po lewej stronie ołtarza obraz nieznanego malarza, przedstawiający św. Antoniego z Dzieciątkiem Jezus. W kościele są też dwie figury: „Zwiastowanie” Wistina (Augustina) Camilleri Cauchi, przekazane do kaplicy w 1954 przez Josepha Formosę, oraz „św. Józef”.
Z tyłu budynku znajduje się niewielka zakrystia, do której prowadzą z wnętrza drzwi obok ołtarza.

## Kościół dziś
Aktualnie (2019) w kościele odprawiana jest codziennie msza święta. Co roku 25 marca, w święto patronalne kaplicy, odbywają się tutaj uroczystości połączone z fiestą, tym bardziej odwiedzane, że jest to jedyna na Gozo świątynia pod wezwaniem Zwiastowania Pańskiego.

## Ochrona dziedzictwa kulturowego
Kościół umieszczony jest na liście National Inventory of the Cultural Property of the Maltese Islands pod nr 00929.